# Eutrópio de Orange
Eutrópio de Orange (Marselha, século V, c. 410 – Orange, 27 de maio de 475) foi bispo de Orange, na Provença, no século V da era cristã. Sucedeu a Justo, provavelmente em 463. De acordo com a tradição, Eutrópio foi convertido pela sua mulher e tornou-se diácono depois dela ter morrido. Tornou-se famoso devido aos milagres que se lhe atribuíram. Trocou correspondência com o papa Hilário e foi amigo de São Fausto de Retz. Entre 463 e 475 participou no sínodo de Arles.
A sua diocese foi destruída pelos Visigodos e Eutrópio morreu martirizado.
Santo Eutrópio é festejado no dia 27 de Maio.